# Setra S 415 HD

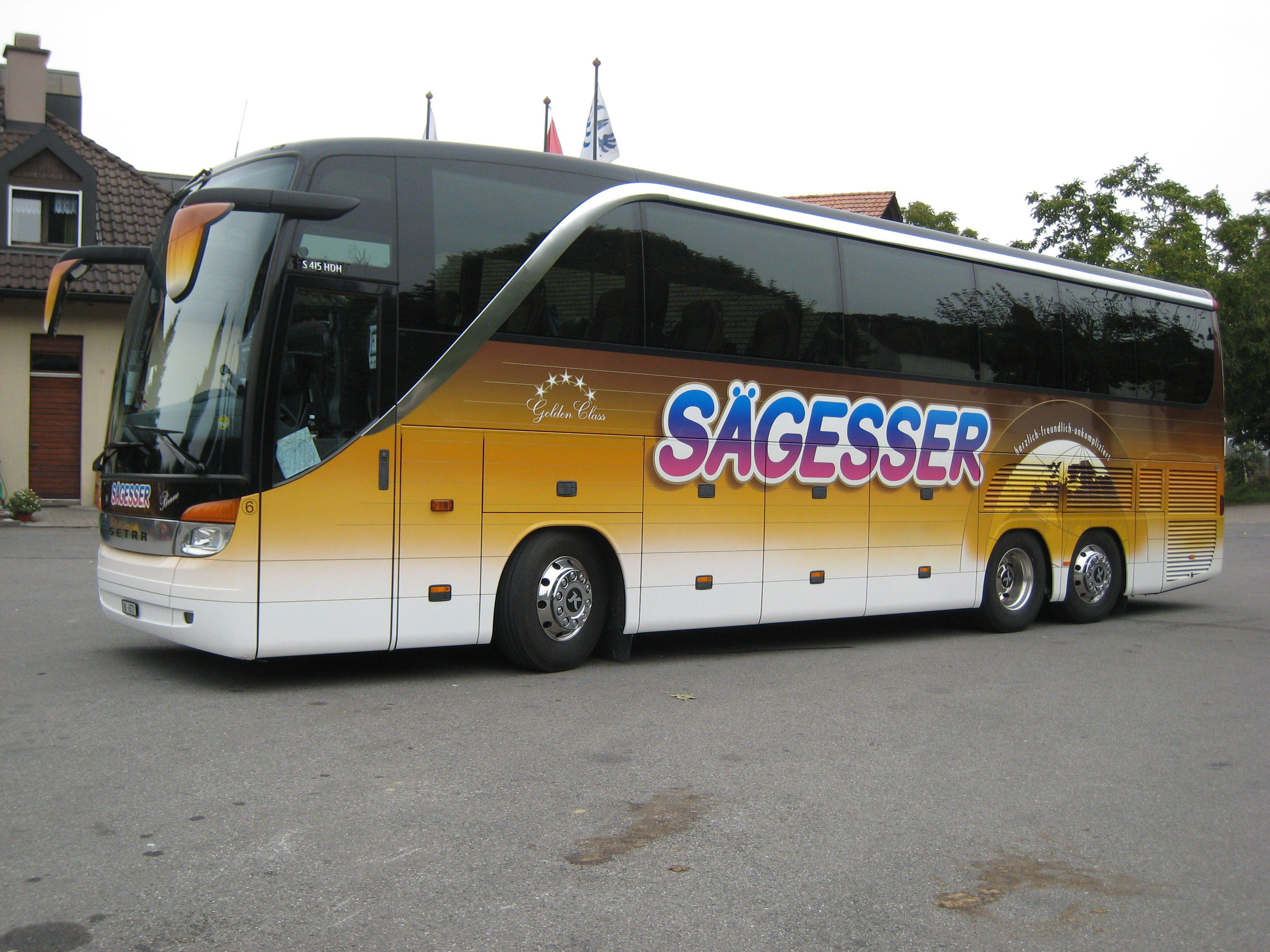
Setra S 415 HDH

Setra S 415 HD — туристический автобус, выпускаемый немецкой компанией Setra с 2001 по 2013 год. Вытеснен с конвейера моделью Setra S 515 HD. 
Также существовал трёхосный автобус Setra S 415 HDH. 

## Эксплуатация
| Предприятие         | Серия                          | Количество |
| Люксембург          | Люксембург                     | Люксембург |
| ------------------- | ------------------------------ | ---------- |
| Voyages Salez Lentz | SL1857, SL2857, SL3401- SL3402 | 4          |
| Нидерланды          |                                |            |
| Besseling Travel    | 94                             | 1          |